# Musée du Terroir de Villeneuve-d'Ascq
Le musée du terroir  est situé dans le quartier d'Annappes à Villeneuve-d'Ascq. C'est un musée qui a pour but de présenter la vie au XIXe siècle dans le Nord.

## Site
Le musée est situé dans la ferme Delporte, ferme datée de 1720 en rouges barres et à cour carrée, où était installée une exploitation céréalière du Mélantois. Elle était autrefois la propriété des familles de Brigode puis de Montalembert. Le nom de ferme Delporte était le nom de la famille qui a longtemps occupée la ferme.
Le bâtiment est inscrit à l'inventaire supplémentaire des Monuments historiques et s'inscrit dans le périmètre de protection de la Villa Gabrielle.

## Histoire
Le musée a été créé en 1974 à l'initiative de la Société historique de Villeneuve-d'Ascq et du Mélantois (S.H.V.A.M.), à la suite du rachat de la ferme par la ville de Villeneuve-d'Ascq à Geoffroy de Montalembert.

## Collections

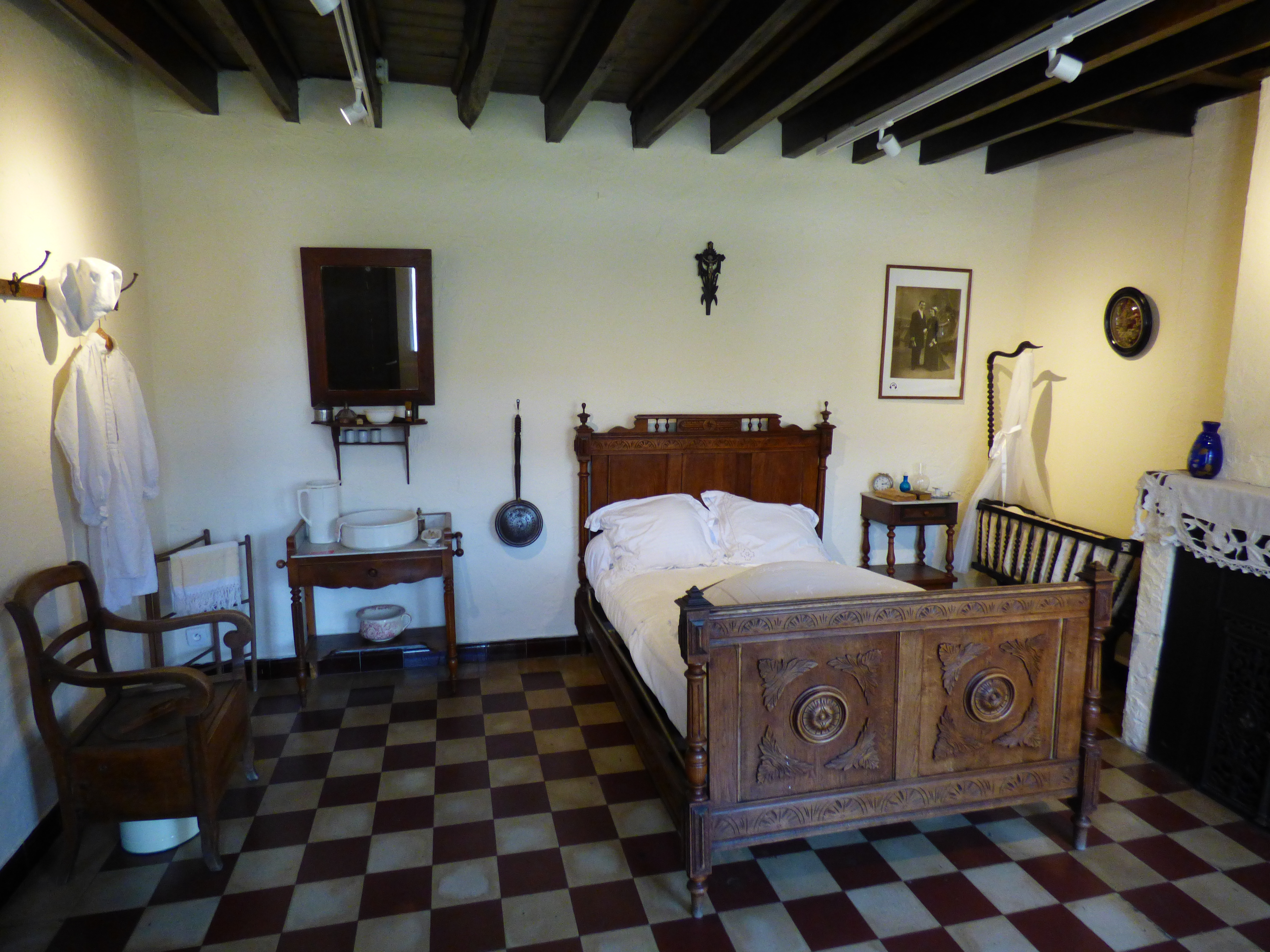
Musée du Terroir, la chambre

Plusieurs lieux de la vie quotidienne sont représentés, notamment la cuisine, la chambre, l'école, la buanderie, la laiterie. Sont également représentés des anciens métiers tels que le forgeron, le bourrelier, le sabotier ou le cardeur.
Le musée accueille de nombreux groupes (écoles, centres aérés, anniversaires) et organise régulièrement des portes ouvertes avec des animations : jeux traditionnels, fabrication de gaufres à la cassonade, initiation aux métiers de forgeron et de menuisier, repassage avec des fers en fonte, lessive à la brosse de chiendent. Le Musée du Terroir peut aussi accueillir des spectacles dans une salle d'une capacité d'environ 60 places.